# Аскін Гайфутдін Гафіятович
Гайфутдін Гафіятович Аскін (10 жовтня 1924 року — 2007 рік) — командир гармати 43-го гвардійського артилерійського полку (15-а гвардійська стрілецька дивізія, 5-а гвардійська армія, 1-й Український фронт), гвардії сержант.

## Біографія
Народився 10 жовтня 1924 року в селі Чурашево Нурімановського району Башкортостану. Башкир. Освіта неповна середня. Член КПРС з 1944 року. Після закінчення ФЗН працював з січня 1941 року по липень 1942 року помічником оператора Уфимського нафтопереробного заводу.
В Червону Армію призваний в серпні 1942 року Сталінським райвійськкоматом міста Уфи і направлений у діючу армію. Гвардії сержант Аскін особливо відзначився 12 січня 1945 року при прориві оборони гітлерівців з Сандомирського плацдарму на річці Віслі (Польща) в районі села Паценув. Гайфутдін Аскін за день наступальних боїв знищив 3 станкових кулемети німців з прислугою і до 40 гітлерівців. Першим форсував річку Одер північніше міста Оппельн (Польща), брав участь у відбитті декількох контратак.
З нагородного листа на Гайфутдіна Аскіна: «25 січня 1945 р. на Одерському плацдармі воєн. заводу Біркенталь батарея була оточена німцями, особовий склад батареї був виведений з ладу і частково розсіяний, піхота супротивника нахабно рвалася до гармат, тов. Аскін організував кругову оборону — перебігаючи від однієї гармати до іншої, впритул розстрілював німців. До цього часу підійшла наша піхота. Товариш Аскін хоробрістю і мужністю відстояв гармати всієї батареї і при цьому знищив 4 станкових кулемети і до 60 гітлерівців».
Звання Героя Радянського Союзу з врученням ордена Леніна і медалі «Золота Зірка» (№ 8053) присвоєно Гайфутдіну Гафіятовичу Аскіну 27 червня 1945 року.
Після війни Гайфутдін Аскін повернувся на батьківщину, працював головою Укарлінської сільради Нурімановського району, секретарем Нурімановського райкому КПРС по зоні Нурімановської МТС. Жив у селі Чурашево Нурімановського району Башкортостану. Помер у 2007 році на 83-му році життя.

## Нагороди
- Медаль «Золота Зірка» (27.06.1945)[2]
- Орден Леніна (27.06.1945)
- Орден Вітчизняної війни I ступеня (04.05.1945)[3]
- Орден Вітчизняної війни I ступеня (06.04.1985)[4]
- Орден Червоної Зірки (08.02.1944)[5]
- Медалі

## Пам'ять
В честь Гайфутдіна Гафіятовича Аскіна названа вулиця в Красному Ключі.